# Lipple
Das Lipple ist ein 893 m ü. NHN hoher Passübergang zwischen Kandern und  Tegernau im Südschwarzwald. Die in Ost-West-Richtung verlaufende Passstraße von Kandern ist rund 20 Kilometer lang und vollzieht einen nach Süden geöffneten Bogen. Der Pass, der das Kleine Wiesental mit dem Kandertal verbindet liegt auf der Gemarkung der Gemeinde Malsburg-Marzell. Nur wenige Kilometer vom Pass entspringt die Kander in mehreren Nebenarmen. Eine Fläche von rund 1,5 Hektar um den Pass wurde 1992 zum flächenhaften Naturdenkmal (→ Liste der Naturdenkmale in Malsburg-Marzell) erklärt.

## Profil
Die Ostrampe von Tegernau hinauf zum Lipple überwindet auf 8,5 Kilometer eine Höhe von 450 Höhenmeter, was einer durchschnittlichen Steigung von 5,3 % entspricht. Das Steigungsmaximum liegt bei 13 % im oberen Drittel. Der kurvig bis gerade Verlauf der Ostauffahrt (L140) weist keine Haarnadelkurve auf. Auf der halben Strecke liegt Wies, im unteren Teil der Ostrampe folgt die Straße ab Wies weitestgehend dem Verlauf der Köhlgartenwiese.
Auf der Passhöhe befindet sich beidseitig der Straße jeweils ein Waldparkplatz von wo aus zahlreiche Wanderwege und Skilanglaufloipen nach Norden und Süden führen. Östlich zur Passhöhe befindet sich auf 900 m an der Straße eine Trinkwasserquelle und auf 890 m das Wanderheim Stockmatt.
Die Südwestrampe von Kandern aus beträgt 12,2 Kilometer und überwindet 554 Höhenmeter in einer durchschnittlichen Steigung von 4,5 % mit Steigungsmaxima bis 10 % im oberen Drittel. Nach etwa 11,2 Kilometern trifft die Kanderstraße (Kreisstraße 6350) auf die von Badenweiler kommende L140, die in südwestliche Richtung zum Pass führt.
Von Westen führt die Rampe von Badenweiler in 9,4 Kilometer hinauf zum Lipple und überbrückt dabei eine Höhe von 404 Meter mit einer durchschnittlichen Steigung von 4,3 %. Die Maximalsteigung beträgt 12 %, die im ersten Drittel erreicht werden. Nach rund 4,6 Kilometer über den Egertenpass gibt es eine Sackgassen-Abzweigung in Richtung des Hochblauens. Von der Verzweigung ostwärts verläuft die Passstraße relativ eben vorbei an der Rehaklinik Kandertal, teilweise sogar in einem leichten Gefälle, bis sie zur Einmündung mit der von Marzell kommenden K6350 trifft, um im letzten Kilometer die verbleibenden 66 Höhenmeter bis zum Pass zu überwinden.